# Kanton Saint-Pierre-d’Irube
Der Kanton Saint-Pierre-d’Irube war von 1790 bis 2015 ein französischer Wahlkreis im Arrondissement Bayonne, im Département Pyrénées-Atlantiques und in der Region Aquitanien; sein Hauptort war Saint-Pierre-d’Irube.

## Geografie
Der Kanton war 70,58 km² groß und hatte 15.016 Einwohner (Stand 2006).

## Gemeinden
Der Kanton umfasste fünf Gemeinden:
| Gemeinde             | Einwohner Jahr | Fläche km² | Bevölkerungsdichte | Code INSEE | Postleitzahl |
| -------------------- | -------------- | ---------- | ------------------ | ---------- | ------------ |
| Lahonce              | 2.139 (2013)   | 9,47       | 226 Einw./km²      | 64304      | 64990        |
| Mouguerre            | 4.825 (2013)   | 22,57      | 214 Einw./km²      | 64407      | 64990        |
| Saint-Pierre-d’Irube | 4.661 (2013)   | 7,68       | 607 Einw./km²      | 64496      | 64990        |
| Urcuit               | 2.344 (2013)   | 13,69      | 171 Einw./km²      | 64540      | 64990        |
| Villefranque         | 2.483 (2013)   | 17,17      | 145 Einw./km²      | 64558      | 64990        |

## Bevölkerungsentwicklung
| 1962 | 1968 | 1975 | 1982 | 1990   | 1999   | 2006   | 2011   |
| ---- | ---- | ---- | ---- | ------ | ------ | ------ | ------ |
| 4968 | 5456 | 7242 | 9282 | 11.451 | 13.066 | 15.016 | 15.725 |